# 歳旦祭
| 宮中祭祀の主要祭儀一覧             |
| 四方拝・歳旦祭                     |
| 元始祭                             |
| 奏事始                             |
| 昭和天皇祭（先帝祭）               |
| 孝明天皇例祭（先帝以前三代の例祭） |
| 祈年祭                             |
| 天長祭（天長節祭）                 |
| 春季皇霊祭・春季神殿祭             |
| 神武天皇祭・皇霊殿御神楽           |
| 香淳皇后例祭（先后の例祭）         |
| 節折・大祓                         |
| 明治天皇例祭（先帝以前三代の例祭） |
| 秋季皇霊祭・秋季神殿祭             |
| 神嘗祭                             |
| 新嘗祭                             |
| 賢所御神楽                         |
| 大正天皇例祭（先帝以前三代の例祭） |
| 節折・大祓                         |

歳旦祭（さいたんさい）は、太平洋戦争前の祝祭日の中の皇室祭祀令に基づく小祭の一つ。現在では新暦1月1日（元日）に宮中三殿（賢所・皇霊殿・神殿）で行われる年始を祝う祭祀である。
元日の神嘉殿南庭において天皇が親行する四方拝に続いて、同日早朝午前5時30分から宮中三殿において掌典長が主宰し、祝詞をあげ、午前5時40分ごろ四方拝を済ませた黄櫨染御袍姿の天皇が拝礼し、黄丹袍姿の皇太子が続いて拝礼する。
神宮をはじめ、全国の神社においては、皇統の繁栄と、五穀豊穣と国民の加護を祈念する中祭として行われる。